# Casual Sex
Casual Sex (auch Gelegenheitssex) bezieht sich auf verschiedene Arten von sexuellen Aktivitäten außerhalb des Bereiches romantischer Beziehungen. Das Spektrum reicht dabei von einmaligen sexuellen Begegnungen bis zu langfristigen Arrangements außerhalb einer traditionellen romantischen Zweierbeziehung.
Zwischen One-Night-Stand und romantischer Zweierbeziehung existiert eine große Grauzone nicht weiter definierter Beziehungsformen, die auch wenig untersucht sind, aber zunehmend häufiger anzutreffen bzw. öffentlich ausgelebt werden. Gelegenheitssex fokussiert sich auf Sex, während eine Situationship (casual dating) sich auf die emotionale Ebene fokussiert.

## Erscheinungsformen und Unterscheidungen

### One-Night-Stand
Eine der bekanntesten Formen von Casual Sex ist der One-Night-Stand. Darunter versteht man eine einmalige sexuelle Begegnung, bei der mindestens ein Teilnehmer keine längere sexuelle oder romantische Partnerschaft anstrebt.

### Sexbeziehung
→ Hauptartikel: Sexbeziehung
Eine Form längerfristigen Kontaktes auf sexueller Basis zwischen Menschen, die nicht in einer Partnerschaft leben und auch keine Freundschaft pflegen.

### Booty Call
„Booty Call“ bezeichnet die wiederholte Kontaktaufnahme und Verabredung zum Gelegenheitssex über verschiedene Kommunikationsmedien.

### Freundschaft Plus
Die Freundschaft Plus (friends with benefits, dt.: „Freundschaft mit Vorteilen“, „Freundschaft mit Zusatznutzen“,  „Freundschaft mit Extras“) ist eine Form der Beziehung, bei der die Partner im Rahmen einer Freundschaft sexuell, jedoch nicht romantisch miteinander involviert sind. Es handelt sich dabei um eine Art „Beziehungshybrid“, „kombiniert aus den vertrauten Aspekten einer Freundschaft und den sexuellen Aspekten einer Romanze im Kontext einer bestehenden Beziehung, der es an traditionellen romantischen Verbindlichkeiten und ‚Etikettierungen‘ fehlt.“ Zwischen zwei befreundeten Paaren ist ein Partnertausch möglich.

## Gesellschaftliche Bedeutung und Verbreitung

### Historische Betrachtung
Historisch betrachtet wurden leidenschaftliche Liebe und sexuelles Verlangen als gefährlich eingestuft und als Bedrohung der sozialen, politischen und religiösen Ordnung gesehen. Viele große Religionen haben deshalb über lange Zeit ausschließlich den reproduktiven Charakter von Geschlechtsverkehr betont und eine strikte Kontrolle des Sexualverhaltens angestrebt. Bis in die Neuzeit wurden darum sexuelles Verlangen und Lustempfinden mit einem gewissen Argwohn betrachtet. Sexuelle Kontakte außerhalb einer Ehe wurden besonders für Frauen sehr negativ konnotiert und oft drastisch bestraft. Sie wurden wesentlich härter sanktioniert als jene von Männern, die teilweise sogar dazu angehalten wurden, sich sexuell auszuleben. Man spricht hierbei vom sexuellen Doppelstandard oder von „doppelter Moral“.
Im Zuge der sexuellen Revolution in Europa und den Vereinigten Staaten in den sechziger und siebziger Jahren des zwanzigsten Jahrhunderts entwickelte sich der sexuelle Doppelstandard zunächst zu einem bedingten Doppelstandard. Diesem zufolge war es für Frauen nur innerhalb einer festen Liebesbeziehung zulässig, sexuelle Beziehungen einzugehen, während Männern so viele Sexpartner gestattet waren, wie sie wünschten. Dabei spielten das Aufkommen der Antibabypille und anderer Methoden der Empfängnisverhütung eine wichtige Rolle.
Der Doppelstandard wurde eher von Frauen als von Männern durchgesetzt. Vor allem aber die Frauenbewegung seit den 1970er Jahren und insbesondere der sex-positive Feminismus seit den 1980er Jahren haben dazu beigetragen, dass Gelegenheitssex heute offener praktiziert wird und gesellschaftlich akzeptabel geworden ist. Dafür spricht auch, dass Menschen in Ländern, in denen die Gleichberechtigung der Geschlechter höher ist, über mehr Casual Sex, mehr Sexpartner pro Kopf und eine größere Toleranz gegenüber vorehelichem Geschlechtsverkehr berichten.

### Soziale Funktion und Kritik
Die wichtigste Motivation hinter Casual Sex ist sexueller Lustgewinn. Auch der Reiz von neuen Partnern, das Leben genießen, Erhöhung des Selbstbewusstseins und ein gutes Körpergefühl wurden von Frauen, die Casual Sex praktizieren, als Gründe angegeben. Partner sowohl in „Booty Call“-Beziehungen als auch in „Freundschaft Plus“-Beziehungen schätzen gegenüber einem One-Night-Stand, dass sie emotionalen Rückhalt und Vertrauen erfahren können, aber auch die Möglichkeit haben, in einem sicheren Umfeld eine größere Bandbreite des sexuellen Repertoires auszuleben.
Gründe, die in einer Untersuchung für die Aufnahme einer „Freundschaft Plus“-Beziehung genannt wurden, umfassten unter anderem „zu wenig Zeit“ oder „Unsicherheit über Tiefe und Art der Gefühle“. Da jedoch – im Gegensatz zur klassischen romantischen Zweierbeziehung – noch keine kulturellen Skripte, Normen und Erwartungen für diese Form der Beziehung bestehen, kann es schnell zu Komplikationen führen, wenn sich die Gefühle bei einem der beiden Partner ändern. Dies wirkt sich dann meist negativ auf die bestehende Freundschaft aus.
Heute existieren viele kommerzielle Webseiten für Casual Dating, die darauf spezialisiert sind, sexuelle Kontakte zu vermitteln.